# Idioma ngiyambaa
El idioma ngiyambaa, también deletreado ngiyampaa, ngempa, ngemba y otras variantes, es un idioma pama-ñungano idioma del subgrupo de lenguas wiradhúricas.
Era el idioma tradicional de los wangaibon y weilwan de Nueva Gales del Sur (en Australia), pero ahora está moribundo; según Tamsin Donaldson en la década de 1970, solo había unas diez personas que hablaran wangaibon con fluidez, mientras que solo quedaban un par de hablantes de weilwan.
Ngiyambaa (que significa ‘idioma’), o ngiyambaambuwali, también fue utilizado por los wangaibon y weilwan para describirse a sí mismos, mientras que 'wangaibon' y 'weilwan' (que significa ‘con wangai/weil’ (para ‘no’) se usaban para distinguir tanto el idioma como los hablantes de otros que no tenían wangai o weil por ‘no’.

## Otros nombres
Otros nombres para Ngiyambaa son: Giamba, Narran, Noongaburrah, Ngampah, Ngemba, Ngeumba, Ngiamba, Ngjamba, Ngiyampaa y Ngumbarr; Wangaibon también se llama Wangaaybuwan y Wongaibon, y Weilwan también se llama Wailwan, Wayilwan o Wailwun.